# يافورجنو
يافورجنو (بالبولندية:Jaworzno) مدينة في محافظة سيليسيا في جنوب بولندا على نهر بجيمشا (وهو أحد روافد نهر فيستولا). وهي تقع حوالي 25 كيلومترا شرق مدينة كاتوفيتسه. ويافورجنو جزء من المنطقة أعالي سيليسيا الحضرية.

## توأمة
ليافورجنو اتفاقيات توأمة مع كل من:
- كارفينا
- Szigethalom [الإنجليزية]‏

## أعلام
- دافيد فلوريان
- يان أوربان
- إرنست شتاين